# Rubus aenigmaticus
Rubus aenigmaticus är en rosväxtart som beskrevs av Wilhelm Olbers Focke. Rubus aenigmaticus ingår i släktet rubusar, och familjen rosväxter. Inga underarter finns listade i Catalogue of Life.